# Inverness, Florida
Inverness är en stad (city) i Citrus County, i delstaten Florida, USA. Enligt United States Census Bureau har staden en folkmängd på 7 152 invånare (2011) och en landarea på 19,7 km². Inverness är huvudort i Citrus County.

## Kända personer från Inverness
- Monty Grow, utövare av amerikansk fotboll